# El ídolo (película de 2018)
El ídolo es una película de comedia mexicana de 2018 dirigida por Erwin Neumaier y escrita por Daniel Weisberg. La trama gira en torno a Tomás Inclán (Francisco de la Reguera), un joven músico que intenta que sus creaciones sonoras sean reconocidas a nivel nacional e internacional. La película fue presentada en marzo de 2018 en el Festival Internacional de Cine de Guadalajara.

## Reparto
- Francisco de la Reguera como Tomás Inclán
- Román Díaz como Guido
- Claudia Ramírez como Natasha
- Danae Reynaud como Recepcionista Dark
- Usla Haniel como Lorena
- Camila Selser como Julia